# قصر مسلك
قصر مسلك  هو مجمع أجنحة قصور عُثماني إمبراطوري سابق واقع في إسطنبول، تركيا. بُنِى القصر أثناء عهد السلطان عبد العزيز بين عامي 1861-1876م لأغراض الاستجمام والصيد. يقع القصر حالياً تحت إدارة القسمِ التركيِ للقصورِ الوطنية.
بُنِى القصر أثناء عهد السلطان عبد العزيز عام 1861م. يقع هذا القصر في اسطنبول في منطقة مسلك مابين منطقة طرابيا واستينيا ويتكون من عدة أقسام وأجنحة.
كان للسلطان محمود الثاني (1808-1839) أول جناح تم بناؤه هناك، وكان السلطان عبد الحميد الثاني (1876-1909) يعيش في الجناح اللاحق كشاب، ولكن معظم الأجنحة يرجع تاريخها إلى عهد السلطان عبد العزيز (1861-1876).
يتمتع القصر بأطلالة رائعة على مضيق البوسفور ويقع وسط الغابات الخضراء، ويعتبر القصر أحد الأمثلة البارزة على فن العمارة العثمانية في أواخر القرن التاسع عشر.
تم افتتاح المجمع كمتحف في عام 1986م وتم تحويل أحد الأجنحة إلى كافتريا.

## وصلات خارجية
- قسم القصور المحلية (قصر مسلك)